# Mistrzostwa Europy w Lekkoatletyce 1969 – bieg na 1500 m mężczyzn

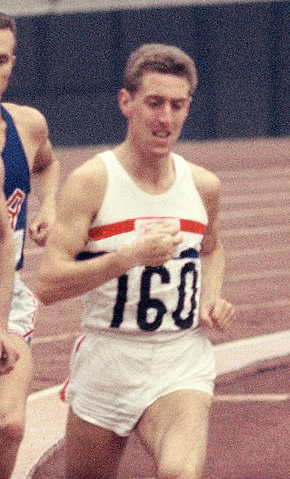
John Whetton

Bieg na dystansie 1500 metrów mężczyzn był jedną z konkurencji rozgrywanych podczas IX Mistrzostw Europy w Atenach. Biegi eliminacyjne zostały rozegrane 18 września, a bieg finałowy 20 września 1969 roku. Zwycięzcą tej konkurencji został reprezentant Wielkiej Brytanii John Whetton. W rywalizacji wzięło udział dwudziestu dwóch zawodników z trzynastu reprezentacji.

## Rekordy
| Rekord świata     | Jim Ryun (USA)         | 3:33,1 | Los Angeles, Stany Zjednoczone | 08.07.1967 |
| Rekord Europy     | Michel Jazy (FRA)      | 3:36,3 | Sochaux, Francja               | 25.06.1966 |
| Rekord mistrzostw | André Dehertoghe (BEL) | 3:40,7 | Budapeszt, Węgry               | 30.08.1966 |

## Wyniki

### Eliminacje
Bieg 1
| Miejsce | Zawodnik         | Czas   | Uwagi |
| ------- | ---------------- | ------ | ----- |
| 1       | Francesco Arese  | 3:53,4 | Q     |
| 2       | John Whetton     | 3:53,6 | Q     |
| 3       | Jerzy Maluśki    | 3:53,6 | Q     |
| 4       | Pavel Pěnkava    | 3:53,8 | Q     |
| 5       | Anatolij Wierłan | 3:54,0 |       |
| –       | Knut Brustad     | DNF    |       |

Bieg 2
| Miejsce | Zawodnik            | Czas   | Uwagi |
| ------- | ------------------- | ------ | ----- |
| 1       | André Dehertoghe    | 3:44,1 | Q     |
| 2       | Henryk Szordykowski | 3:44,1 | Q     |
| 3       | Frank Murphy        | 3:44,3 | Q     |
| 4       | Pierre Viaux        | 3:45,4 | Q     |
| 5       | Jim Douglas         | 3:46,4 |       |
| 6       | Mehmet Tümkan       | 3:47,0 |       |
| 7       | Hansruedi Knill     | 3:47,9 |       |
| 8       | Michaił Żełobowski  | 3:48,2 |       |
| 9       | Renzo Finelli       | 3:53,0 |       |

Bieg 3
| Miejsce | Zawodnik           | Czas   | Uwagi |
| ------- | ------------------ | ------ | ----- |
| 1       | Edgard Salvé       | 3:53,6 | Q     |
| 2       | Wołodymyr Pantelej | 3:53,6 | Q     |
| 3       | Jean Wadoux        | 3:53,8 | Q     |
| 4       | Pekka Vasala       | 3:53,8 | Q     |
| 5       | John Boulter       | 3:53,9 |       |
| 6       | Atanas Atanasow    | 3:56,1 |       |
| 7       | Eryk Żelazny       | 3:57,8 |       |

### Finał
| Miejsce | Zawodnik            | Czas    | Uwagi |
| ------- | ------------------- | ------- | ----- |
| 1       | John Whetton        | 3:39,45 | CR    |
| 2       | Frank Murphy        | 3:39,51 | NR    |
| 3       | Henryk Szordykowski | 3:39,87 |       |
| 4       | Edgard Salvé        | 3:39,91 |       |
| 5       | André Dehertoghe    | 3:40,9  |       |
| 6       | Jean Wadoux         | 3:41,7  |       |
| 7       | Pavel Pěnkava       | 3:41,7  |       |
| 8       | Francesco Arese     | 3:42,2  |       |
| 9       | Pekka Vasala        | 3:44,1  |       |
| 10      | Wołodymyr Pantelej  | 3:45,0  |       |
| 11      | Jerzy Maluśki       | 3:48,4  |       |
| 12      | Pierre Viaux        | 3:57,3  |       |